# さかいゆう
さかい ゆう（男性、1979年9月20日 - ）は、日本のシンガーソングライター。高知県土佐清水市出身。血液型はB型。本名は酒井 優（読み同じ）。所属事務所はオフィスオーガスタ。

## 概要
独自のグルーブ感とポップセンス、そして透明感のあるハイトーンヴォイスが特徴。キャッチコピーは“涙をいざなうシルキー・ヴォイス”（デビュー前は“天才スウィート・ボイスの珍獣”）。
ポップ・ミュージックであることを前提とし、「ポップという“縛り”のなかで、それをどんなふうに壊していけるか」という事を楽しみながら楽曲制作を行っているという。

## 略歴
高知にて漁師の息子として生まれる。幼少の頃から歌う事を好み、両親の影響で美空ひばりなどの演歌、民謡を聞いて育つ。土佐塾高校卒業後18歳の時に、ミュージシャン志望の友人の影響で音楽に目覚める。20歳で上京し、東京スクールオブミュージック専門学校に入学。
22歳の時、単身でロサンゼルスに渡り、独学でピアノを始める。現地の教会でのゴスペルに感銘を受け、自身も作曲・演奏活動を開始。ダウンタウンでストリートライブをしながら、アメリカのSOUL、R&B、JAZZ、HIP HOPなどのアーティストと交友を深め、多くの影響を受ける。
帰国後、シンガー・ソングライター/キーボーディストとして他アーティストへの楽曲提供、バックボーカルとして音楽活動を始める。
2006年4月5日、アルバム『ZAMANNA』でインディーズ・デビュー。収録曲「Midnight U...」はiTunes Music storeで「今週のシングル」に選出され、全国FM局を中心に話題となった。また、竹内朋康、SWING-O、鈴木渉、小森耕造と共に「さかいゆうバンド」と称される自身のバンドを結成し、2007年より渋谷PLUGでライブイベント「What's goin' on」を不定期で行うようになる。
2009年10月7日、シングル「ストーリー」で、オーガスタレコード第三弾新人としてメジャー・デビュー。
2014年音楽ドキュメンタリー映画『LOVE SESSION』に出演。
2025年4月11日、NPR（National Public Radio）がインターネット上で放送している『tiny desk concerts』に、「さかいゆうfeat. TBN TRIO」名義で出演した。TBN TRIOのメンバーは、ピアノ・大林武司、ベース・Ben Williams、ドラムス・Nate Smith。日本人シンガーソングライターの出演はさかいが初となる。

## 作品

### シングル

#### CDシングル
| 枚                   | リリース日         | タイトル              |
| オーガスタレコード   | オーガスタレコード | オーガスタレコード    |
| -------------------- | ------------------ | --------------------- |
| 1st                  | 2009年10月7日      | ストーリー            |
| 2nd                  | 2010年2月3日       | まなざし☆デイドリーム |
| 3rd                  | 2012年4月25日      | 君と僕の挽歌          |
| 4th                  | 2013年4月24日      | 僕たちの不確かな前途  |
| 5th                  | 2013年10月23日     | 薔薇とローズ          |
| 6th                  | 2015年10月21日     | ジャスミン            |
| 7th                  | 2016年11月16日     | 再燃SHOW              |
| newborder recordings |                    |                       |
| 8th                  | 2020年6月17日      | Soul Rain             |

#### EP
| 枚                   | リリース日         | タイトル           |
| オーガスタレコード   | オーガスタレコード | オーガスタレコード |
| -------------------- | ------------------ | ------------------ |
| 1st                  | 2014年9月3日       | サマーアゲインEP   |
| 2nd                  | 2018年6月20日      | Fight & Kiss       |
| newborder recordings |                    |                    |
| 限定                 | 2022年6月22日      | Whale Song EP      |

### アルバム

#### コラボレーションアルバム
| 枚  | リリース日   | タイトル             |
| --- | ------------ | -------------------- |
| 1st | 2015年2月4日 | さかいゆうといっしょ |

#### カバーアルバム
| 枚  | リリース日     | タイトル                                           |
| --- | -------------- | -------------------------------------------------- |
| 1st | 2022年11月30日 | CITY POP LOVERS / さかいゆう & origami PRODUCTIONS |

#### ベストアルバム
| 枚  | リリース日     | タイトル                          |
| --- | -------------- | --------------------------------- |
| 1st | 2023年12月13日 | さかいゆうのプレイリスト [白と黒] |

#### アナログレコード
| リリース日   | タイトル  |
| ------------ | --------- |
| 2021年1月6日 | thanks to |

## タイアップ一覧
| 楽曲                       | タイアップ                                                              |
| -------------------------- | ----------------------------------------------------------------------- |
| まなざし☆デイドリーム      | フジテレビ系アニメ「のだめカンタービレ フィナーレ」主題歌               |
| train                      | 映画「パーマネント野ばら」主題歌                                        |
| Lalalai                    | ソニー「BRAVIA」CMソング                                                |
| 君と僕の挽歌               | テレビ東京系アニメ「君と僕。2」エンディングテーマ                       |
| ONE WOMAN                  | 「ウーマン スマイル カンパニー 千趣会」イメージソング                   |
| 薔薇とローズ               | 三菱自動車「eKワゴン」CMソング                                          |
| サンバ☆エロティカ          | 日本テレビ系「超再現!ミステリー」エンディングテーマ                     |
| 時季は巡る                 | 開業100年 東京駅短編アニメーション「時季は巡る～TOKYO STATION～」主題歌 |
| Mirror                     | テイジン企業CMソング                                                    |
| 闇夜のホタル feat.日野皓正 | NHK BSプレミアムドラマ「アイアングランマ」主題歌                        |
| されど僕らの日々           | 映画「あらうんど四万十 ―カールニカーラン―」主題歌                       |
| ジャスミン                 | テレビ朝日系「じゅん散歩」2015年10月-11月度エンディングテーマ           |
| Doki Doki                  | J-WAVE 2015冬のキャンペーンソング                                       |
| Lalalai～いごっそうver.    | ローソン高知2015-2016イメージソング                                     |
| But It's OK!               | NHK BSプレミアムドラマ「受験のシンデレラ」主題歌                        |
| 再燃SHOW                   | 映画「幸福のアリバイ～Picture～」主題歌                                 |
| 父さんの汽笛               | NHK みんなのうた 2018年4月-5月オンエア曲                                |
| SLOW DISCO                 | NHK BSプレミアムドラマ「アイアングランマ2」主題歌                       |
| 裸足の妖精                 | TBS「はやドキ！」テーマソング                                           |
| Whale Song                 | 酔鯨酒造50周年記念ムービーテーマソング                                  |
| Go Johnney, man            | ジョン万次郎資料館への提供楽曲                                          |

## ミュージックビデオ
| 監督 | 曲名                                                                                        |
| 柿本ケンサク | 「まなざし☆デイドリーム」                                                                   |
| 黒木ユタカ | 「闇夜のホタル feat.日野皓正」                                                              |
| 杉山弘樹 | 「You're Something」                                                                        |
| 高木聡 | 「君と僕の挽歌」                                                                            |
| 高橋健人 | 「ピエロチック feat. 秦 基博」 「Headphone Girl」 「薔薇とローズ feat.Little Glee Monster」 |
| 田中のぞみ | 「ジャスミン」                                                                              |
| 直 | 「ストーリー」                                                                              |
| 中村浩紀 | 「AHEAD」 「僕たちの不確かな前途」(Short Ver Vol.1、Short Ver Vol.2) 「薔薇とローズ」       |
| 夏目現 | 「train」 「Room」                                                                          |
| 藤田宏治 | 「SO RUN」                                                                                  |
| 守屋健太郎 | 「サマーアゲイン」                                                                          |
| 絵コンテ・演出:松本淳 演出:ヤマトナオミチ キャラクターデザイン・作画監督:近藤圭一 美術監督:薄井久代 撮影監督:岡崎正春 3D監督:雲藤隆太 | 「時季は巡る」                                                                              |
| 不明 | 「君と僕の挽歌 ～老犬と海編～」 「Fight & Kiss」                                            |

## コンピレーション
- Nu JAM （2007年08月08日）

2. Hey ya! (Outkast)
9. Devil's pie (D'Angelo)
- shibuya NUTS presents 「This is...」 （2008年12月10日）

14. 禁断の果実 (作曲：DJ JIN)
- 雪と花の子守唄 -バカラック・ララバイ集- （2009年3月10日）

7. Alfie (Burt Bacharach)
- FUNKY POP （2009年3月18日）

5. 今夜はブギー・バック (NICE VOCAL) (小沢健二 featuringスチャダラパー)
9. つつみ込むように (MISIA)
- 月ノうた （2009年6月24日）

13. 夢見月
- 福耳 THE BEST ACOUSTIC WORKS （2010年7月21日）

6. ピアノとギターと愛の詩 (大橋卓弥 + さかいゆう)
9. train <with PIANO>
- HOME 〜山崎まさよしトリビュート〜 （2010年9月29日）

11. One more time, One more chance (山崎まさよし)
- We Love Mackey （2011年1月12日）

8. 遠く遠く (槇原敬之)
- We Love Piano Man：トリビュート・トゥ・ビリー・ジョエル （2014年5月21日）

2. ストレンジャー (Billy Joel)
- オフコース・クラシックス （2019年10月23日）

7. 愛を止めないで (オフコース)

## 参加楽曲
- Grooveline アルバム『THE MISSING KEY』（2005年8月10日)
  - 2 late(featuring yu sakai)
- BROSTARR アルバム『BROSTARR'S TOWN』（2006年2月2日)
  - BRAND NEW DAYZ feat.YOU
- 小林香織 アルバム『FINE』（2006年3月3日)
  - What's Goin' On
- ロケットマン アルバム『THE SOUND OF MUSIQUE』（2007年5月9日)
  - IN THE LIGHT feat.Yu Sakai
- 45 アルバム『HELLO FRIENDS』（2008年2月6日)
  - UNDERGROUND SUPERSTAR W. Yu Sakai
- cro-magnon アルバム『III』 (2008年9月10日)
  - Windy Lady featuring Yu Sakai
- KREVA シングル『青』（2009年3月18日)
  - 生まれてきてありがとう (feat.さかいゆう)
- マボロシ アルバム『マボロシのシ』（2009年3月25日)
  - 記念日 feat.さかいゆう
- 剛紫 アルバム『美 我 空 - ビ ガ ク 〜 my beautiful sky』（2009年4月10日）
  - FUNKAFULL FUNKAFULL
- thirdiq - アルバム『who may find love in the imaginary axis』（2009年9月16日)
  - lovers fiction(feat. Yu, Sakai)
- KOHEI JAPAN アルバム『大人チャレンジ』（2010年7月28日)
  - シロクジ feat. さかいゆう
- Love For Japan シングル『Love For Will Find a Way』（2011年5月31日) ※iTunes配信限定。
  - Love Will Find a Way
- RHYMESTER アルバム『フラッシュバック、夏。』（2011年7月27日)
  - Magic Hour feat. さかいゆう
- 杏子 with 秦基博&さかいゆう シングル『Down Town Christmas(Reprise)』（2012年11月21日)
  - Down Town Christmas(Reprise)
  - 惑星タイマー with 元ちとせ・スキマスイッチ・さかいゆう(Live from Augusta Camp 2012 in YOKOHAMA)
- 冨田ラボ アルバム『Joyous』（2013年10月23日)
  - 僕の足跡（ソクセキ）〜I follow the sun〜 feat. さかいゆう
  - 都会の夜 わたしの街 feat. 原由子, 横山剣, 椎名林檎, さかいゆう
  - いつもどこでも feat. さかいゆう
  - この世は不思議 feat. 原由子, 横山剣, 椎名林檎, さかいゆう
- Ovall アルバム『DAWN』（2013年11月20日)
  - Hold You feat. Yu Sakai
- SMORGAS アルバム『NEUBLU』（2018年2月7日)
  - POWER OF LOVE feat さかいゆう
- 中納良恵・さかいゆう・趣里　『ハッピー☆ブギ』（2023年10月4日（配信）、11月15日（CD）、11月22日（アナログ））
  - ハッピー☆ブギ

## 楽曲提供
- 小泉今日子
  - 100%（作詞・作曲）
    - アルバム『Koizumi Chansonnier』収録
    - セルフカバーバージョンはシングル『僕たちの不確かな前途』に収録
- SMAP
  - Yes we are（作詞・作曲, コーラス）
    - 52作目の両A面シングル『Yes we are/ココカラ』収録

  - DaDaDaDa（作詞・作曲）
    - アルバム『Mr.S』収録
    - 稲垣吾郎と草彅剛のユニット曲。
- Sexy Zone
  - 忘れられない花 (作詞・作曲・編曲)
    - アルバム『XYZ=repainting』収録、リード曲[10]
- 土岐麻子
  - How Beautiful（作曲）
    - メジャー1stシングル
    - セルフカバーバージョンはシングル『ストーリー』、アルバム『How's it going?』（英語詞）に収録

  - feelin' you（作曲）
    - アルバム『乱反射ガール』収録

  - heartbeat（作曲）
    - アルバム『BEST! 2004-2011』収録
- 信近エリ
  - きみなんだ（作詞・作曲）
    - アルバム『hands』収録
    - セルフカバーバージョンはアルバム『Coming Up Roses』に収録
- 米倉利紀
  - brownie（作曲）
    - アルバム『rough lux』収録
- ミュージカル『SONG WRITERS』
- 一青窈
  - 2回（作曲・編曲）
    - アルバム『私重奏』収録
- 坂本真綾
  - かすかなメロディ（作曲）
    - アルバム『FOLLOW ME UP』収録
- プリキュアオールスターズ
  - みんながいるから☆プリキュアオールスターズ（作曲・編曲）
    - 『映画 プリキュアオールスターズ みんなで歌う♪奇跡の魔法!』主題歌

  - あなたがいるから（作曲）
    - 『映画 プリキュアオールスターズ みんなで歌う♪奇跡の魔法!』挿入歌
- Negicco
  - 矛盾、はじめました。（作曲）
    - シングル『矛盾、はじめました。』収録[11]
- 新妻聖子
  - アライブ
    - シングル『アライブ/天地（あめつち）の声』収録[12]
- 安野希世乃
  - ちいさなひとつぶ（作曲）
    - ミニアルバム『涙。』収録[13]
- JAY'ED
  - Here I Stand（作曲）
    - アルバム『Here I Stand』収録[14]
- Sexy Zone
  - 忘れられない花（作詞、作曲、編曲）
    - アルバム『XYZ=repainting』収録[10]
- 薬師丸ひろ子
  - 私の勝手に好きな人（作詞、作曲、コーラスアレンジ）
    - アルバム『エトワール』収録[15]
- ミュージカル『ロカビリー☆ジャック』[16]
- Da-iCE
  - VELVET EYES（作曲、編曲、プロデュース）
    - シングル『BACK TO BACK』収録[17]
- DISH//
  - Shape of Love（作曲）
    - ミニアルバム『CIRCLE』収録[18]
- サニーピース、長瀬琴乃（橘美來）、長瀬麻奈（神田沙也加） - 3バージョン
  - song for you（作曲・編曲）
    - アルバム『IDOLY PRIDE Collection Album [奇跡]』、『IDOLY PRIDE Collection Album [約束]』収録
    - TVアニメ『IDOLY PRIDE』主題歌・挿入歌・関連曲
- 和田アキ子
  - 黄昏にアンコール  (作曲)
    - アルバム『WADA SOUL 2』収録
- 星見プロダクション、長瀬琴乃（橘美來）×川咲さくら（菅野真衣） - 2バージョン
  - Gemstones（作曲）
    - シングル『Gemstones』収録
    - 『IDOLY PRIDE』関連曲

## その他
- 福岡ソフトバンクホークス 公式戦 アサヒスーパードライスペシャル2011 ジングル（2011年）
- オールナイトニッポンジングル （2009年10月5日 - 2011年12月31日）

## メディア出演
テレビ
- さかいゆう sings Whale Song 〜クジラが泳ぐ町で〜（2022年9月17日〈初回放送〉、歌謡ポップスチャンネル）※不定期放送あり
- CITY POP COLLECTION selected by さかいゆう（2023年2月25日〈初回放送〉、歌謡ポップスチャンネル） - さかいがセレクトしたシティ・ポップの名曲を放送。さかいは各楽曲にコメントを寄せている。

インターネット放送
- NPR（National Public Radio）『tiny desk concerts』（2025年4月11日）